# Като бумеранг
„Като бумеранг“ (на френски: Comme un boomerang) е френско-италиански филм от 1976 г. на френско-швейцарския кинорежисьор Жозе Джовани. Главната роля на Жак Баткин се изпълнява от френския киноартист Ален Делон. В ролята на адвоката Жан Ритер участва френският кинорежисьор и киноартист Шарл Ванел. В ролята на Мюриел Баткин участва италианската киноактриса Карла Гравина.

## Сюжет
Внимание:  Текстът по-долу разкрива сюжета на произведението (или части от него)!
Под влиянието на наркотици, тийнейджърът Еди Баткин убива полицай. Баща му, Жак Баткин, е преуспяващ бизнесмен, син на полски емигранти. Жак и опитният адвокат Жан Ритер пледират за смекчаващи вината обстоятелства. Жак почти успява да умилостиви вдовицата на убития полицай, но печатните медии разкриват смущаващи обстоятелства свързани с подробности от криминалното му минало. Всички тези фактори драстично усложняват мисията на Жак.